# Garaeus punctigerus
Garaeus punctigerus là một loài bướm đêm trong họ Geometridae.